# マイケル・ジェームズ
マイケル・ジェームズ（Michael James、生年月日不明）は、アメリカ合衆国の俳優。1980年代にフィリピンを拠点に活動し､主演作もある。同名俳優が数多く存在する為に、インターネット・ムービー・データベースでは（マイケル・ジェームズXXIII）と分類されている。
『地獄の報酬/ベトナム捕虜救出作戦』（1983年/未/ビデオ）ではミシェル・ジェームズ（Miceal James）とクレジットされている。また、『キング・マヒーの秘宝』（1988年/未/ビデオ）にはマイケル・ジェームズ・ウェルボーン（Michael James Welborn）の名が見えるが、これは同時代に同じくフィリピンで活動した俳優のマイケル・ウェルボーンの別名義である。

## 来歴

### フィリピンでの俳優活動開始
1983年には香港資本系のシルヴァー・スター・フィルム社の犯罪アクション物『マッド・ドッグ2』（未ソフト化）辺りからフィリピンでの映画俳優活動が確認されている。同年に同社の戦争アクション物『地獄の報酬/ベトナム捕虜救出作戦』では5人の主役（演じるのはリチャード・ハリスン、ロマーノ・クリストフ、ドン・ゴードン・ベル、ジム・ゲインズ）に抜擢された。
当時はイタリアのアンソニー・M・ドースン（アントニオ・マルゲリーティの変名）監督のベトナム戦争物『トルネード』（1983年/未/ビデオ）でのベトナム人から爆弾が仕込まれた花束を買ったばかりに、顔面に重症を負って死ぬ米軍士官、インディ・ジョーンズの亜流『ジャングル・レイダース/黄金のレジェンド』（1984年/未/ビデオ）の若き考古学者、南米の革命物『コマンドー・レオパルド（コマンドー軍団2）』（1985年/未/ビデオ）に於ける牧師役に起用されたが、これらは余り重要ではない脇役だった。しかし、この3作品には後にジェームズと共に活躍することになるマイク・モンティーやデーヴィッド・ライト等の俳優が少なからず参加していた。

### 主役に抜擢
1984年には『地獄の報酬/ベトナム捕虜救出作戦』でも共演したドン・ゴードン・ベルが脚本を書いたテト攻勢を題材にしたベトナム戦争物『野獣戦線/オメガ・コマンドー』（未/ビデオ）に主演した。ジェームズは山岳地帯の要塞を守る若き大尉役で、ゴードン・ベルはガイド役のモンタニャール族の戦士を演じた。他にもフィリップ・ガンボア、レックス・ラピッド、ポール・ヴァンス、ウィリー・ウィリアムズ、マイク・コーエン退役大佐が出演していた。また、本作はフィリピン・ローカル色の濃い作風で、監督のダニーロ・カブレイラ以下、現地のスタッフが殆どを占めている。
翌1985年にはシルヴァー・スター・フィルム社制作のベトナム戦争物『コマンドー・インベイジョン』（未/ビデオ）に主演した。北ベトナム軍の将軍の拉致指令を受けた米軍小隊と、インドシナ戦争時に失われたダイヤモンドを捜索するフランスの隠密部隊が入り乱れる複雑な作品だった。ジェームズは米軍の隊長役で、彼を理解する将軍にゴードン・ミッチェル、北ベトナムの将軍に渡辺ケンが扮した。他にもジム・ゲインズやポール・ヴァンス､キャロル・ロバーツ（テッチー・アグバヤーニの変名）も脇を固めている。
同じく1985年にはフィリピンのアクション映画の職人監督であるボビー・A・スアレスの『黙示録の勇者たち』（未ソフト化）でも主演に起用された。核戦争後を舞台にしたアクション物で、ロジャー・ムーアの娘であるデボラ・ムーアと共演した。他にはドン・ゴードン・ベルやロバート・マリウス、ケン・メトカーフ、マイク・コーエン等のフィリピン・ロケのアクション映画の常連の姿も見られ、フィリピンのアクション俳優でスアレス監督作品の常連でもあるチトー・グェッレーロ(フランコ・グェッレーロの別名義)やクリスティーン・アーランドスン（テレビ・シリーズ『ビバリーヒルズ高校白書』のジェースン・プリーストリーとの関係が取り沙汰されたクリスティーン・エリスの変名）も出演している。因みに、スアレス監督は本作と同年にデンマーク資本を得て『マッド・ウエポン/復讐の爆裂部隊』（未/ビデオ）を手掛け、黄金の三角地帯を舞台にしたベトナム戦争の因縁が絡んだ麻薬戦争物で、クリス・ミッチャムとジョン・フィリップ・ロウとグェッレーロが主演した。

### 脇役に戻って
小プロダクション作品で主演作が続いたこの時期にはキャリア・アップを狙っていた。米国のキャノン映画のベトナム戦争物で、もう一つの『地獄のヒーロー』（1984年）的な『P.O.W.地獄からの脱出』（1985年/未/ビデオ）では主演のデーヴィッド・キャラディーンの部下の隊員役の脇役、オライオン映画の『ヘル・キャンプ』（1986年/未/ビデオ/テレビ放映）では捕虜になったCIA局員の台詞もない端役だった。この両作品は米国のセミ・メジャーの制作だから役が落ちて当然だが、これ以降の出演歴は途切れ、彼は帰国した。

## フィルモグラフィ
1983年
- マッド・ドッグ2(未ソフト化)
- 地獄の報酬/ベトナム捕虜救出作戦(未/ビデオ)
- トルネード(未/ビデオ)(クレジットなし)
- 復讐!炎のコマンド(未/ビデオ)(クレジットなし)

1984年
- 野獣戦線/オメガ・コマンドー(未/ビデオ)
- ジャングル・レイダース/黄金のレジェンド(未/ビデオ)(クレジットなし)

1985年
- コマンドー・レオパルド(コマンドー軍団2)(未/ビデオ/テレビ放映)
- コマンドー・インベイジョン(未/ビデオ)
- 黙示録の勇者たち(未ソフト化)
- POW地獄からの脱出(未/ビデオ)

1986年
- ヘル・キャンプ (未/ビデオ/テレビ放映)

## 参考
- マイケル・ジェームズ - インターネット・ムービー・データベース（英語）[出典無効]